# Eduardo Bacas

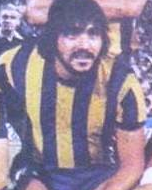
Eduardo Bacas

Eduardo Antonio Bacas Roja (* 20. Dezember 1953 in San Miguel de Tucumán) ist ein ehemaliger argentinischer Fußballspieler, der vorwiegend im Mittelfeld agierte und nach seiner aktiven Laufbahn eine Tätigkeit als Fußballtrainer begann.

## Laufbahn
Seine ersten Profijahre verbrachte Bacas bei den argentinischen Vereinen Atlético Ledesma, Altos Hornos Zapla und zuletzt Rosario Central, mit dem er 1980 die argentinische Fußballmeisterschaft gewann.
1981 wechselte Bacas nach Mexiko, wo er zunächst sechs Jahre beim Club América unter Vertrag stand, mit dem er in den Spielzeiten 1983/84, 1984/85 und Prode 85 dreimal in Folge den Meistertitel der mexikanischen Fußballliga gewann. Anschließend spielte er noch für die ebenfalls in Mexiko beheimateten Vereine Deportivo Neza (1987/88), Tampico-Madero FC (1988 bis 1990) und UANL Tigres, in deren Reihen der in der Saison 1990/91 seine Profikarriere beendete. Er spielte anschließend aber noch auf Amateurbasis in der mexikanischen  Liga Española de Fútbol.
Nach seiner aktiven Laufbahn begann Bacas eine Tätigkeit als Trainer und war im Jahr 2010 erstmals als Cheftrainer für den CF Atlante sowie dessen Farmteam Atlante UTN im Einsatz. Anschließend betreute er den Altamira FC (2012), den CD Cuautitlán (2013) und Deportivo Nuevo Chimalhuacán (2014).

## Erfolge
- Argentinischer Meister: Nacional 1980
- Mexikanischer Meister: 1983/84, 1984/85, Prode 85